# لاوفنبورغ (سويسرا)
لاوفنبرغ (Laufenburg) هي بلدية سويسرية في كانتون أرجاو وهي البلدية الرئيسية في مقاطعة لاوفنبرغ. يقطنها 3,632 شخص وفقًا لإحصاء ديسمبر 2018. على الجانب الآخر من نهر الراين توجد لاوفنبرغ الألمانية ويوجد جسران بينهما، وكانت المدينتان سابقًا مدينة واحدة إلى أن قسمهما نابليون بونابرت في القرن التاسع عشر.
في 1 يناير 2010 اندمجت بلدية سولز إداريًا مع لاوفنبرغ.
1. ↑  GeoNames (بالإنجليزية), 2005, QID:Q830106
2. ↑  "Ständige Wohnbevölkerung nach Staatsangehörigkeitskategorie, Geschlecht und Gemeinde, Provisorische Jahresergebnisse, 2018 - 2018 | Tabelle". 9 أبريل 2019. مؤرشف من الأصل في 2023-01-02. اطلع عليه بتاريخ 2023-01-30.
3. ↑  Amtliches Gemeindeverzeichnis der Schweiz, Mutationsmeldungen 2009 / Répertoire officiel des communes de Suisse, Mutations 2009 / Elenco ufficiale dei Comuni della Svizzera, Mutazione 2009 (PDF) (Report). Federal Statistical Office. 2009. 3172. مؤرشف من الأصل (PDF) في 2010-11-18. اطلع عليه بتاريخ 2010-03-06.

## وصلات خارجية
- الموقع الرسمي